# Поуст Оук Бенд Сити (Тексас)
Поуст Оук Бенд Сити (енгл. Post Oak Bend City) град је у америчкој савезној држави Тексас. По попису становништва из 2010. у њему је живело 595 становника.

## Демографија
Према попису становништва из 2010. у граду је живело 595 становника, што је 191 (47,3%) становника више него 2000. године.
| Група             | 2000.       | 2010.       |
| Белци             | 340 (84,2%) | 525 (88,2%) |
| Афроамериканци    | 4 (1,0%)    | 8 (1,3%)    |
| Азијати           | 12 (3,0%)   | 6 (1,0%)    |
| Хиспаноамериканци | 40 (9,9%)   | 42 (7,1%)   |
| Укупно            | 404         | 595         |